# Landevieille
Landevieille est une commune du Centre-Ouest de la France, située dans le département de la Vendée en région Pays de la Loire.

## Géographie
Le territoire municipal de Landevieille s’étend sur 1 382 hectares. L’altitude moyenne de la commune est de 37 mètres, avec des niveaux fluctuant entre 2 et 59 mètres,.
Située dans l'ouest du département, à 31 km environ par routes de La Roche-sur-Yon  à mi-chemin entre Challans et les Sables-d'Olonne; à 12 km du chef-lieu de canton et à environ 5 km de l'océan Atlantique.
Landevieille et La Chaize-Giraud forment ensemble une seule agglomération, l'unité urbaine de Landevieille.
|                      | L'Aiguillon-sur-Vie | La Chapelle-Hermier     |
| La Chaize-Giraud     | Landevieille        | Saint-Julien-des-Landes |
| Brétignolles-sur-Mer | Brem-sur-Mer        | Vairé                   |

### Climat
Pour des articles plus généraux, voir Climat des Pays de la Loire et Climat de la Vendée.
En 2010, le climat de la commune est de type climat océanique franc, selon une étude du CNRS s'appuyant sur une série de données couvrant la période 1971-2000. En 2020, Météo-France publie une typologie des climats de la France métropolitaine dans laquelle la commune est exposée à un climat océanique et est dans la région climatique  Bretagne orientale et méridionale, Pays nantais, Vendée, caractérisée par une faible pluviométrie en été et une bonne insolation. 
Pour la période 1971-2000, la température annuelle moyenne est de 12,5 °C, avec une amplitude thermique annuelle de 13,1 °C. Le cumul annuel moyen de précipitations est de 824 mm, avec 12,4 jours de précipitations en janvier et 6,3 jours en juillet. Pour la période 1991-2020, la température moyenne annuelle observée sur la station météorologique de Météo-France la plus proche, « La Mothe Achard », sur la commune des Achards à 12 km à vol d'oiseau, est de 12,8 °C et le cumul annuel moyen de précipitations est de 959,1 mm,. Pour l'avenir, les paramètres climatiques de la commune estimés pour 2050 selon différents scénarios d'émission de gaz à effet de serre sont consultables sur un site dédié publié par Météo-France en novembre 2022.

## Urbanisme

### Typologie
Au 1er janvier 2024, Landevieille est catégorisée bourg rural, selon la nouvelle grille communale de densité à sept niveaux définie par l'Insee en 2022.
Elle appartient à l'unité urbaine de Landevieille, une agglomération intra-départementale regroupant deux  communes, dont elle est ville-centre,,. Par ailleurs la commune fait partie de l'aire d'attraction de Saint-Hilaire-de-Riez, dont elle est une commune de la couronne,. Cette aire, qui regroupe 13 communes, est catégorisée dans les aires de moins de 50 000 habitants,.

### Occupation des sols
L'occupation des sols de la commune, telle qu'elle ressort de la base de données européenne d’occupation biophysique des sols Corine Land Cover (CLC), est marquée par l'importance des territoires agricoles (85,4 % en 2018), en diminution par rapport à 1990 (88,8 %). La répartition détaillée en 2018 est la suivante : 
terres arables (57,5 %), zones agricoles hétérogènes (19,6 %), prairies (8,3 %), zones urbanisées (7,7 %), forêts (5 %), eaux continentales (1,9 %). L'évolution de l’occupation des sols de la commune et de ses infrastructures peut être observée sur les différentes représentations cartographiques du territoire : la carte de Cassini (XVIIIe siècle), la carte d'état-major (1820-1866) et les cartes ou photos aériennes de l'IGN pour la période actuelle (1950 à aujourd'hui).

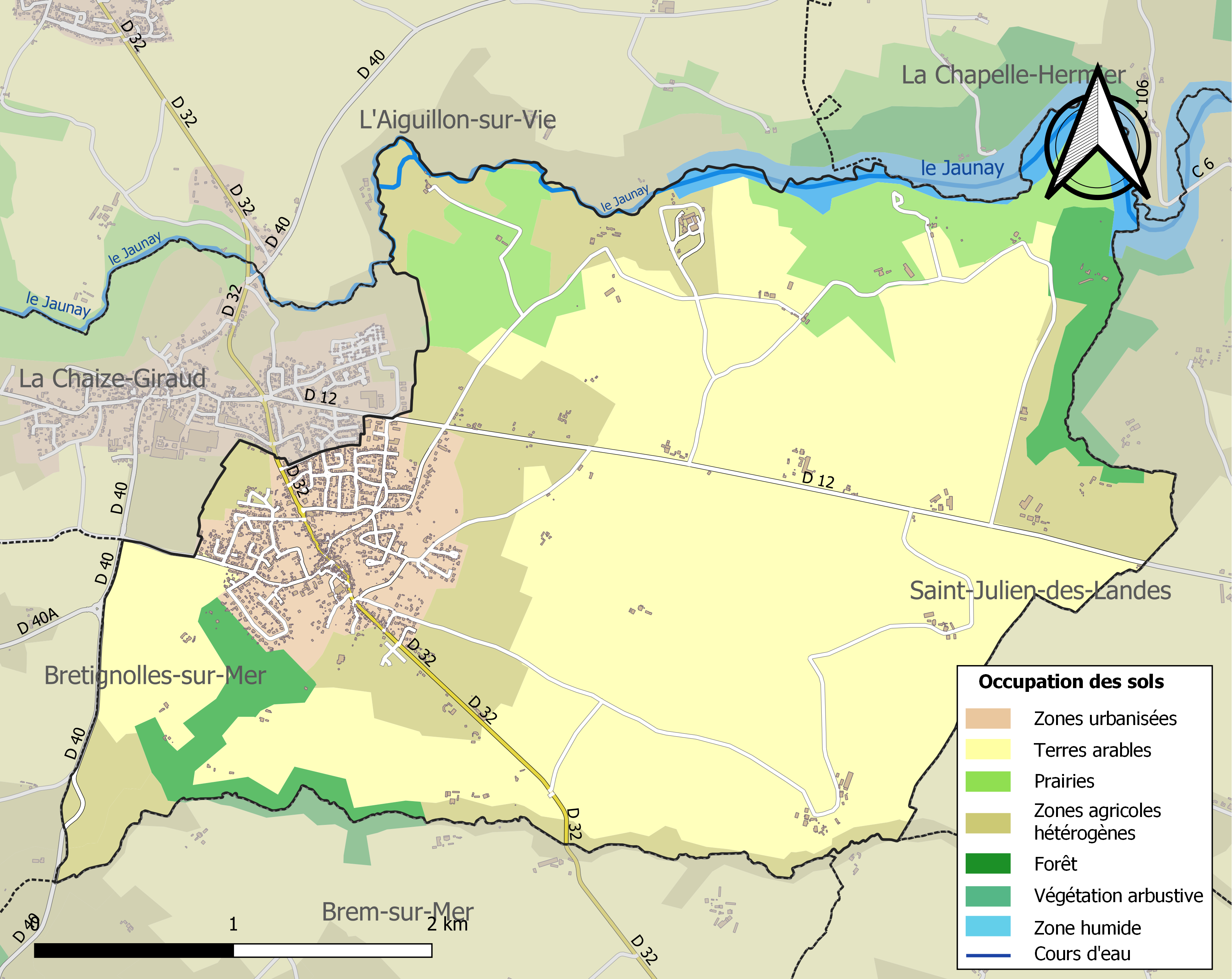
Carte des infrastructures et de l'occupation des sols de la commune en 2018 (CLC).

## Environnement
Landevieille a obtenu deux fleurs au Concours des villes et villages fleuris (palmarès 2007).

## Politique et administration

### Liste des maires
| Période                                  | Période   | Identité           | Étiquette | Qualité               |
| ---------------------------------------- | --------- | ------------------ | --------- | --------------------- |
| mars 1971                                | mars 1983 | Robert Lhommeau    |           | chef d'entreprise     |
| mars 1983                                | juin 2020 | Lionel Chaillot,   |           | professeur des écoles |
| juin 2020                                | En cours  | Isabelle Duranteau |           |                       |
| Les données manquantes sont à compléter. |           |                    |           |                       |

### Instances administratives
Administrativement, Landevieille dépend de l’arrondissement des Sables-d’Olonne et du canton de Saint-Hilaire-de-Riez.
Au début de la Révolution, la commune est le chef-lieu du canton de Landevieille, dans le district des Sables-d’Olonne. De 1801 à 2015, la commune se situe dans l’arrondissement des Sables-d’Olonne et dans le canton de Saint-Gilles-sur-Vie (1801-1966), devenu canton de Saint-Gilles-Croix-de-Vie (1966-2015).
Landevieille est l’une des neuf communes fondatrices de la communauté de communes Atlancia-des-Vals-de-la-Vie-et-du-Jaunay, structure intercommunale ayant existé entre le 1er janvier 1993 et le 31 décembre 2009. Depuis le 1er janvier 2010, la commune est membre du Pays de Saint-Gilles-Croix-de-Vie Agglomération.

## Population et société

### Démographie

#### Évolution démographique
L'évolution du nombre d'habitants est connue à travers les recensements de la population effectués dans la commune depuis 1793. Pour les communes de moins de 10 000 habitants, une enquête de recensement portant sur toute la population est réalisée tous les cinq ans, les populations de référence des années intermédiaires étant quant à elles estimées par interpolation ou extrapolation. Pour la commune, le premier recensement exhaustif entrant dans le cadre du nouveau dispositif a été réalisé en 2005.

En 2022, la commune comptait 1 512 habitants, en évolution de +10,36 % par rapport à 2016 (Vendée : +5,33 %, France hors Mayotte : +2,11 %).
| 1793 | 1800 | 1806 | 1821 | 1831 | 1836 | 1841 | 1846 | 1851 |
| ---- | ---- | ---- | ---- | ---- | ---- | ---- | ---- | ---- |
| 515  | 352  | 369  | 403  | 368  | 375  | 405  | 444  | 467  |

| 1856 | 1861 | 1866 | 1872 | 1876 | 1881 | 1886 | 1891 | 1896 |
| ---- | ---- | ---- | ---- | ---- | ---- | ---- | ---- | ---- |
| 458  | 481  | 489  | 487  | 520  | 554  | 596  | 559  | 576  |

| 1901 | 1906 | 1911 | 1921 | 1926 | 1931 | 1936 | 1946 | 1954 |
| ---- | ---- | ---- | ---- | ---- | ---- | ---- | ---- | ---- |
| 572  | 592  | 641  | 522  | 533  | 525  | 547  | 509  | 542  |

| 1962 | 1968 | 1975 | 1982 | 1990 | 1999 | 2005  | 2006  | 2010  |
| ---- | ---- | ---- | ---- | ---- | ---- | ----- | ----- | ----- |
| 568  | 629  | 616  | 630  | 646  | 791  | 1 047 | 1 047 | 1 228 |

| 2015  | 2020  | 2022  | - | - | - | - | - | - |
| ----- | ----- | ----- | - | - | - | - | - | - |
| 1 354 | 1 479 | 1 512 | - | - | - | - | - | - |

#### Pyramide des âges
En 2018, le taux de personnes d'un âge inférieur à 30 ans s'élève à 30,9 %, soit en dessous de la moyenne départementale (31,6 %). À l'inverse, le taux de personnes d'âge supérieur à 60 ans est de 31,1 % la même année, alors qu'il est de 31,0 % au niveau départemental.
En 2018, la commune comptait 709 hommes pour 710 femmes, soit un taux de 50,04 % de femmes, légèrement inférieur au taux départemental (51,16 %).
Les pyramides des âges de la commune et du département s'établissent comme suit.
| Hommes | Classe d’âge | Femmes |
| ------ | ------------ | ------ |
| 0,5    | 90 ou +      | 1,2    |
| 10,0   | 75-89 ans    | 10,9   |
| 18,3   | 60-74 ans    | 21,2   |
| 20,3   | 45-59 ans    | 18,1   |
| 18,7   | 30-44 ans    | 18,9   |
| 13,1   | 15-29 ans    | 12,3   |
| 19,1   | 0-14 ans     | 17,3   |

| Hommes | Classe d’âge | Femmes |
| ------ | ------------ | ------ |
| 0,8    | 90 ou +      | 2,2    |
| 8,7    | 75-89 ans    | 11,1   |
| 20,3   | 60-74 ans    | 21,3   |
| 20     | 45-59 ans    | 19,4   |
| 17,5   | 30-44 ans    | 16,8   |
| 15     | 15-29 ans    | 13,2   |
| 17,7   | 0-14 ans     | 16,1   |

## Économie
Landevieille conserve une agriculture dynamique (950 ha de SAU) mais elle s'est tournée résolument, vers l'artisanat, le commerce et l'hébergement touristique.
Les principaux commerces sont représentés : supérette, boulangerie-pâtisserie, garage station service, coiffure ainsi que l'artisanat liés au bâtiment.
On y trouve également un bureau de poste, une kinésithérapeute.
Une école rassemble avec ses six classes les enfants de Landevieille et de La Chaize-Giraud.
Les associations sont très présentes et gèrent divers services d'intérêt général (le sport, la bibliothèque-ludothèque, les transports et la restauration scolaire, l'animation…).
Une zone artisanale est en cours d'élaboration et va accueillir prochainement quelques entreprises locales soucieuses de se réorganiser.
Aucun monument répertorié.

## Lieux et monuments

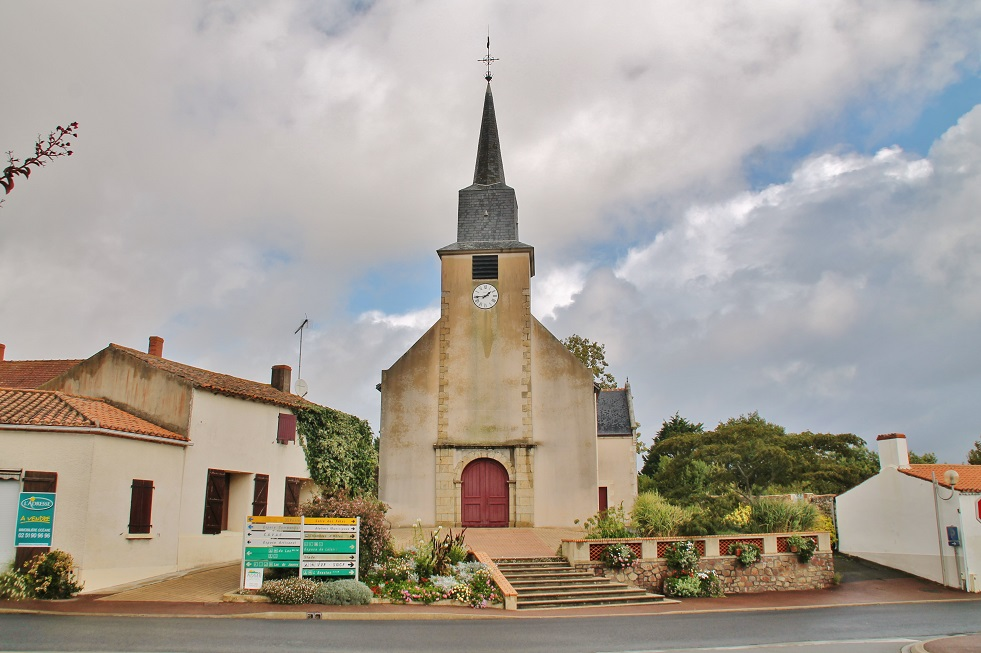
L'église Saint-Pierre de Landevieille.

- L'église paroissiale Saint-Pierre.